# Nyugati pályaudvar
A Nyugati pályaudvar (hivatalosan Budapest-Nyugati) Budapest legrégebbi vasúti fejállomása a mai Nagykörút Teréz körúti szakasza mellett a VI. kerületben. Nevét nem a földrajzi fekvéséről, hanem az építtető vasúttársaságról kapta, ahogyan ez a Déli pályaudvar esetében is történt.

## Funkciója

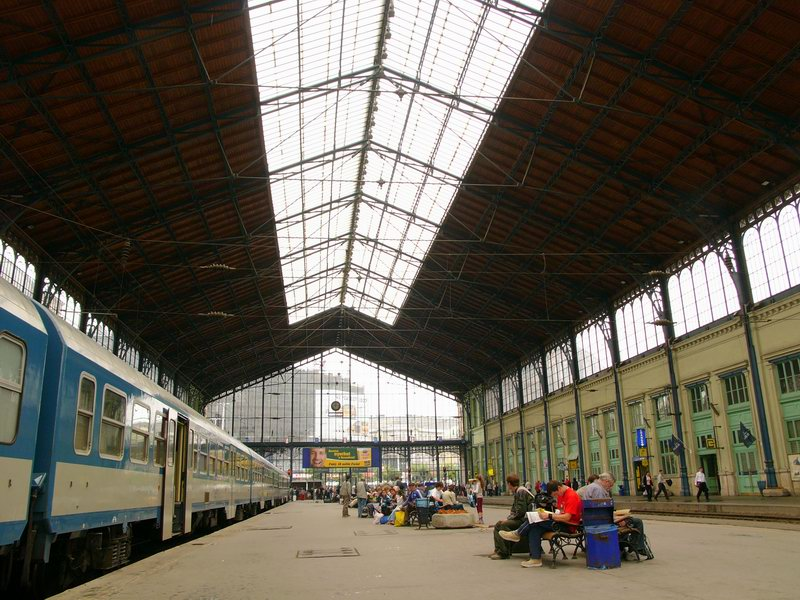
A csarnok belülről

A fejpályaudvarról indulnak elővárosi vonatok a Dunakanyar, valamint Vác felé a szobi (70-es) és Veresegyház felé a 71-es vasútvonalon. Esztergomba a 2-es vonalon lehet eljutni. Cegléd, Szolnok és Szeged irányába a 100 (Budapest–Záhony-vasútvonal) vonalon. Lajosmizse felé a 142-es vasútvonalon közlekednek vonatok. A főbb távolsági járatok Keleti pályaudvarra történt átcsoportosítása után a Déli pályaudvarhoz hasonlóan itt is a hivatásforgalom dominál.

## Története

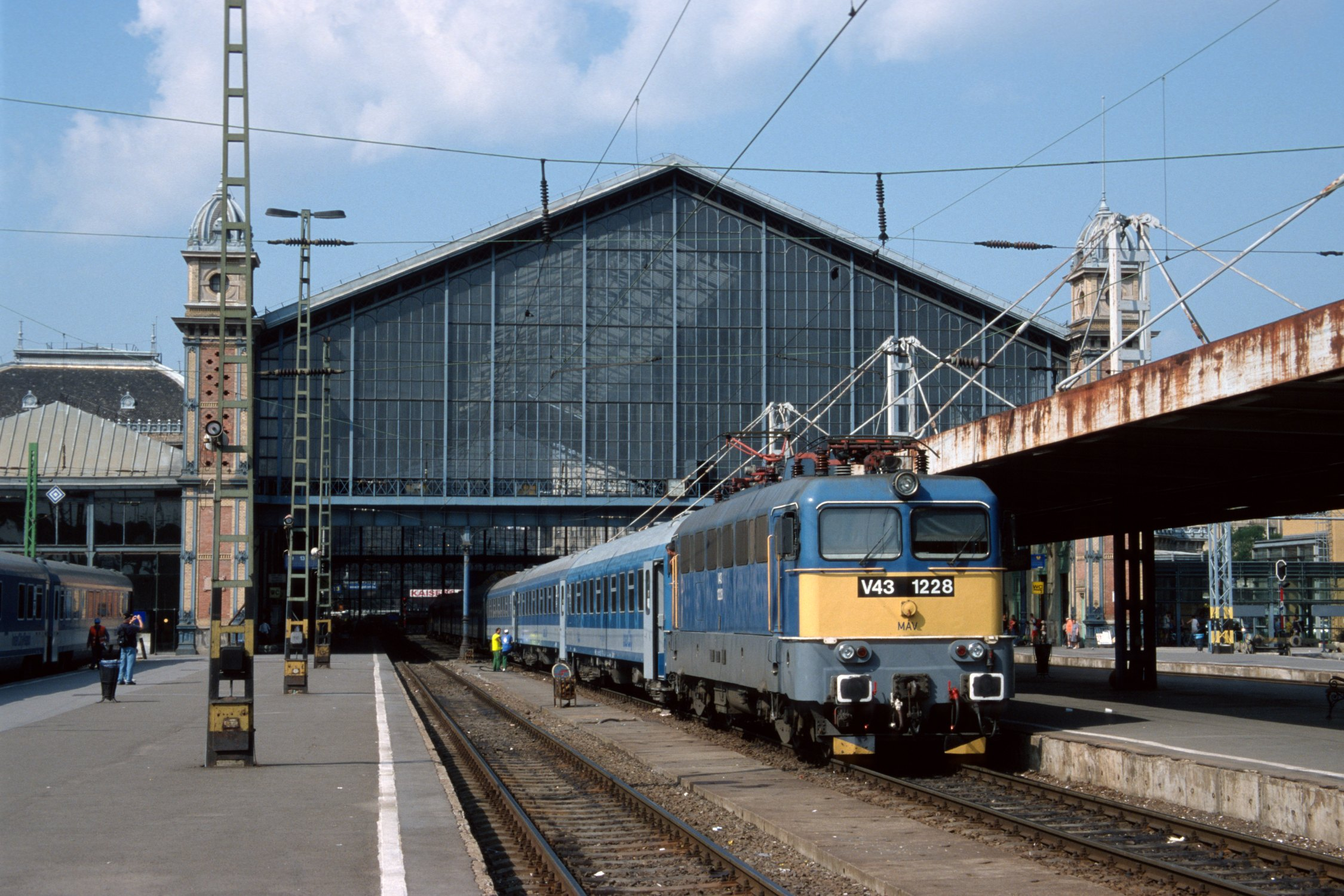
Indulásra váró InterCity vonat

A mai épület helyén eredetileg álló első pályaudvart Pesti indóháznak nevezték. 1846-tól innen indult a Pest és Vác közötti vasút, Magyarország első vasútvonala. A Magyar Középponti Vasút az akkori város szélén vásárolta meg ehhez a telket. Az idők során az indóház a növekvő vasúthálózat évről évre élénkülő áru- és személyforgalmát egyre kevésbé volt képes kiszolgálni.
Időközben elkészültek a Nagykörút rendezési tervei, melynek útjában állt a pályaudvar. A tulajdonos Osztrák Államvasút Társaság (későbbi neve Osztrák-Magyar Államvasút Társaság) elhatározta az indóház lebontását és egy új felépítését. A pesti indóházi csarnok köré felhúzták a mai pályaudvar vonatfogadó csarnokát, majd elbontották a régi csarnokot. Mindezt Klösz György fényképfelvételei is megörökítették. Az új csarnok kissé északabbra került a régitől, melyet keresztülvágott a Nagykörút. A régi csarnok déli végéhez hozzáépített irodaépület átkerülve a körút túloldalára, szemben az új csarnokkal 1978-ig megmaradt. A MÁV Üzletvezetőség működött benne.
Az új pályaudvar terveit az osztrák August W. De Serres építész és a később az Eiffel-toronyról világhírűvé vált párizsi Gustave Eiffel cége készítette. A közhiedelemmel ellentétben azonban maga a híres építőmérnök, Eiffel nem tekinthető a pályaudvar tervezőjének. Pusztán a francia mérnök tervezőirodájában dolgozó Seyrig Theofil volt az, aki a pályaudvar csarnokáthidaló vasszerkezetét tervezte. Később valószínűleg a magyar nemzeti büszkeség volt az, amely az Eiffel-iroda munkatársának, Theofilnak mérnöki művét az iroda világhírű vezetőjére terjesztette ki, mint alkotóra. A társtervező Bernárdt Viktor volt, amiért Ferenc József-rend kitüntetést is kapott. Az új pályaudvar 1877. október 28-án nyílt meg. A pályaudvar vasszerkezete a maga korában technikai bravúrnak számított.
A pályaudvar 1891-ben kapta a Nyugati nevet – összefüggésben az Osztrák-Magyar Államvaspálya Társaság államosításával. Hasonlóképpen ettől kezdve nevezzük a Keleti pályaudvart Keletinek. A Kandó mozdonyok próbameneteit a Nyugati pu. és Dunakeszi-Alag viszonylaton végezték. A pályaudvar vágányai fölé a ceglédi vonallal azonos időben, 1968-ban építették ki a felsővezetéket.
A metróépítéshez kapcsolódóan 1977–1979 között zajlott jelentősebb rekonstrukció a pályaudvaron. Többek között újjáépült a csarnok - elhanyagoltság esetén beázásra hajlamos - tetőszerkezete. 1981-ben érte el az M3-as metróvonal a Nyugati teret (akkoriban Marx tér), ami alá aluljáró rendszert építettek és felüljárót emeltek a Bajcsy-Zsilinszky út és a Váci út között. Emiatt 1978-ban lebontották a Nyugati tér 3. szám alatti épületet, az egykor kétes hírű szállodát, amelyet a pesti népnyelv a pályaudvarról „Westend”-nek nevezett. Az elnevezés azóta a Váci út felöli oldalon felhagyott áruforgalmi raktárak helyén épült WestEnd City Center bevásárlóközpont neveként él tovább. A pályaudvar felújítása teljesen csak 1988-ra fejeződött be. A metró építésével egy időben került perontető az 1-6 és 11-12-es számú vágányok peronjai fölé. A 11 és a 12-es vágányok közötti kivételével a többit 1999-ben a WestEnd építése miatt lebontották. Az új parkolóház és tetőkert pedig befedte a korábbi tetők vágányait. Az 1-6 vágányok végénél ekkor épült meg az úgynevezett "hidegváró" csarnoka. 1998-ban újult meg a Nagykörút felőli homlokzat.
2005 körül tervek születtek a Kormányzati Negyed megépítésére, amely a Nyugati pályaudvar felszámolásával járt volna. A tervek szerint a pályaudvar szerepét Rákosrendező vette volna át, ahová a meghosszabbított M1-es metróvonal járt volna ki. A pályaudvar csarnoka műemlékként megmaradt volna más funkcióval, míg az állomási és kocsitároló vágányok területét beépítették volna a kormányzati negyed, illetve magán ingatlanbefektetők épületeivel. A tervek fő célja a belvárosi vasúti terület hasznosítása lett volna, közlekedésszervezési szempontból átgondolatlan és költséges elemeket tartalmazott. A projekt viszonylag hamar megbukott a gazdasági válság miatti állami költségcsökkentések miatt, azonban egyes vasúti területeken bontások történtek a tervezett ingatlanfejlesztések érdekében: körülbelül 2005-ben bontották el a Lehel tér felőli raktárakat azok iparvágányaival, helyükön fizető parkoló létesült. 2006-ban – már közvetlenül a Kormányzati Negyed építése miatt – bontották le Podmaniczky utcai oldalon a dízelszínt továbbá a 17. vágány melletti (egykori 18.–22.) vágányokat és épületeket. Azóta ez a romos terület parlagon hever, a pályaudvar kapacitása ugyanakkor csökkent.
A 2000-es évek óta azonban felértékelődött az elővárosi vasúti közlekedés szerepe, amelynek kulcsfontosságú tényezője a belvárosi, jó kapcsolatokkal rendelkező Nyugati pályaudvar. Így a felszámolása helyett a megtartása, fejlesztése várható, bár a tervek megvalósítása folyamatos csúszást szenved. A pályaudvar műszakilag elavult, egyaránt szükséges a csarnok műemléki felújítása, valamint a vágányhálózat és a biztosítóberendezés átépítése, a vágányelrendezés módosítása a kapacitásnövelés érdekében.
2020-ban az épületegyüttes felújításáról született döntés. Ennek első eleme a tetőszerkezet lett.

## Felújítás
A pályaudvar részleges felújítása az Európai Uniós forrásokból 2020. május 8-án kezdődött és a közlekedést komolyabb mértékben korlátozó része 2021 augusztus végén fejeződött be. A munka nagyjából hét hónapig tartott. A műemléki rekonstrukció során megszépült az 1990-ben megnyílt McDonald’s étterem és a vágánycsarnok teteje a csatlakozó üvegszerkezetekkel, a homlokzati hat kisebb toronytető, valamint részben átépült a csapadékvíz-elvezető rendszer és megújult az üveg függönyfal a csarnok mindkét végén. A felújítás alatt forgalomból kizárásra került a 10-13-as számú vágány csarnokon belüli szakasza. A külső vágányokhoz költözött a jegypénztár és a vonatok is innen érkeztek és indultak. A munkák teljes befejezését és a díszes pénztárcsarnok felújításának elkészülését 2022 nyarára ígérték. 2023 karácsonyára a tér felőli homlokzat elkészült, az állványzatot is elbontották, a pályaudvar keresztaluljárójának átépítését csak 2023 őszén kezdték meg. A munkákat a Magyar Építő Zrt. végzi, akik a Puskás Aréna illetve Liget Budapest projektekben is dolgoztak.

## Bővítési tervek
Az 1564/2018. (XI. 10.) Korm. határozat és a 2021-es Budapesti Agglomerációs Vasúti Stratégia alapján a pályaudvar alatt futna a Buda felől érkező vasúti alagút, a fejpályaudvar bővülne egy 6 vágányos földalatti átmenő pályaudvarral. Erre merőlegesen, északnyugat-délkeleti irányban haladna az 5-ös metró távlati szakasza. Ezen bővítésekkel a pályaudvar szerepe jelentősen megnövekedne Budapest közlekedésében. A bővítés, illetve a környező vasúti területek hasznosításának tervezésére a Budapest Fejlesztési Központ (BFK) tervpályázatot hirdetett 12 építésziroda részvételével. Feltétel volt a műemléki csarnok megtartása, onnan a felszíni vágányok visszavonása, valamint a Nyugati téri felüljáró elbontása. A tervek számoltak a Bajcsy-Zsilinszky/Váci úti villamospálya visszaépítésével is. Az eredményeket 2022. március 26-án hirdették ki, 5 pályamű került megvételre, amik közül a Grimshaw International Limited terve érte el az I. helyet. Az akkori ütemezés szerint 2025-re kezdődhetett volna az építkezés. Átadáskor még a földalatti állomás is fejpályaudvarként működött volna, a Duna-alagút csak a távlati tervekben valósult volna meg. A projekt tervezésére az Európai Bizottság 2.8 millió eurós támogatást nyújtott 21_HU-TG-BUD-TUNNEL-NYUGATI-M néven.
Az ötödik Orbán-kormány alatt a BFK átalakult, majd rövidesen megszűnt, Palkovics László 2022 novemberi lemondása után pedig a közlekedési államtitkársággal együtt a projekt a Lázár János vezette Építési és Közlekedési Minisztérium (ÉKM) alá került. 2023. január 17-én, az 1004/2023. (I. 17.) Korm. hat. felmondta a projektre szánt EU-s támogatási megállapodást és a projekt lekerült a CEF2-es projektjavaslatok közül. Ezt az 1281/2022. (VI. 4.) Korm. hat. indokolta, ami a fejlesztési kiadások csökkentését kívánta "a Magyarország szomszédságában zajló háború idején a rezsicsökkentés megvédése és a honvédelmi célok teljesítése érdekében". A lépést kritizálta mind az ellenzéki városvezetés, mind a volt BFK-vezető Vitézy Dávid.

## Műszaki jellemzők
- Vágányok száma: 17 vágány a személyszállító vonatok fogadására-indítására, (9 a Váci út felől + 4 a középcsarnokban + 4 a Podmaniczky utca felől), 2 csoport tárolóvágány, motorkocsi-karbantartó csarnok, személykocsi-karbantartó csarnok.
- Csarnok hossza: 146 m
- Középcsarnok szélessége: 42 m
- Középcsarnok legnagyobb magassága: 25 m
- Biztosító-berendezés: Siemens-Halske vonóvezetékes berendezés és Domino-55 (az 1-7. vágányokon), fényjelzőkkel.

## Forgalom
A 2010-es években évente 18 millió utas fordult meg átlagosan a pályaudvar területén, naponta pedig mintegy 480 vonatot kezelt a pályaudvar. A 2020-as koronavírus-járvány miatt a járvány miatt 80-90 százalékkal csökkent az utasok száma a korábbi időszakhoz képest.
| Járat                         | Útvonal | Gyakoriság                                                                                 |
| ----------------------------- | --- | ------------------------------------------------------------------------------------------ |
| S21                           | Budapest-Nyugati – Zugló – Kőbánya alsó – Kőbánya-Kispest – Kispest – Pestszentimre felső – Pestszentimre – Gyál felső – Gyál – Felsőpakony – Ócsa – Inárcs-Kakucs – Dabas – (Gyón – Hernád – Örkény – Táborfalva – Felsőlajos – Lajosmizse – Lajosmizse alsó – Klábertelep – Felsőméntelek – Méntelek – Alsóméntelek – Nagynyír – Hetényegyháza – Úrihegy – Miklóstelep – Kecskemét-Máriaváros – Kecskemét alsó – Kecskemét) | Óránként                                                                                   |
| S50                           | Budapest-Nyugati – Zugló – Kőbánya alsó – Kőbánya-Kispest – Pestszentlőrinc – Szemeretelep – Ferihegy – Vecsés – Vecsés-Kertekalja – Üllő – Hosszúberek-Péteri – Monor (– Monorierdő – Pilis – Albertirsa – Ceglédbercel – Ceglédbercel-Cserő – Budai út – Cegléd – Abony – Szolnok) | 30 percenként                                                                              |
| G50                           | Szolnok → Abony → Cegléd → Albertirsa → Pilis → Monorierdő → Monor → Kőbánya-Kispest → Kőbánya alsó → Zugló → Budapest-Nyugati | Munkanapokon hajnalban 2 Budapest felé                                                     |
| Z50                           | Budapest-Nyugati – Zugló – Kőbánya alsó – Kőbánya-Kispest – Ferihegy – Monor – Monorierdő – Pilis – Albertirsa – Ceglédbercel – Ceglédbercel-Cserő – Budai út – Cegléd (– Abony – Szolnok) | 30-60 percenként                                                                           |
| S70                           | Budapest-Nyugati – Rákosrendező – Istvántelek – Rákospalota-Újpest – Dunakeszi alsó – Dunakeszi – Dunakeszi-Gyártelep – Alsógöd – Göd – Felsőgöd – Sződ-Sződliget – Vác-Alsóváros – Vác (– Verőce – Kismaros – Nagymaros-Visegrád – Nagymaros – Zebegény – Szob alsó – Szob) | Félóránként, hétvégén éjszaka óránként                                                     |
| G70                           | Budapest-Nyugati – Rákosrendező – Rákospalota-Újpest – Dunakeszi – Dunakeszi-Gyártelep – Felsőgöd – Vác-Alsóváros – Vác – Verőce – Kismaros – Nagymaros-Visegrád – Nagymaros – Zebegény – Szob alsó – Szob | Munkanapokon csúcsidőben óránként, szombaton reggel 3 Budapest felé és hétvégén napi 2 pár |
| Z70                           | Budapest-Nyugati – Vác – Verőce – Kismaros – Nagymaros-Visegrád – Nagymaros – Zebegény – Szob alsó – Szob | Óránként                                                                                   |
| S71                           | Budapest-Nyugati – Rákosrendező – Istvántelek – Rákospalota-Újpest – Rákospalota-Kertváros – Alagimajor – Fót – Fótújfalu – Fótfürdő – Csomád – Ivacs – Veresegyház – Erdőkertes – Vicziántelep – Őrbottyán – Rudnaykert – Váchartyán – Csörög – Máriaudvar – Vác-Alsóváros – Vác | Óránként                                                                                   |
| G71                           | Budapest-Nyugati – Rákospalota-Újpest – Fót – Fótújfalu – Ivacs – Veresegyház – Erdőkertes – Vicziántelep – Őrbottyán – Rudnaykert – Váchartyán – Vácrátót – Csörög – Máriaudvar – Vác-Alsóváros – Vác | Csúcsidőben óránként                                                                       |
| S72                           | Budapest-Nyugati – Rákosrendező – Angyalföld – Újpest – Aquincum – Óbuda – Aranyvölgy – Üröm – Solymár – Szélhegy – Vörösvárbánya – Pilisvörösvár – Szabadságliget – Klotildliget – Piliscsaba – Magdolnavölgy – Pilisjászfalu – Piliscsév – Leányvár – Dorog – Esztergom-Kertváros – Esztergom | Hajnalban 30 percenként, késő este óránként                                                |
| S72                           | Budapest-Nyugati – (Rákosrendező →) Angyalföld – Újpest – Aquincum – Óbuda – Aranyvölgy – Üröm – Solymár – Szélhegy – Vörösvárbánya – Pilisvörösvár – Szabadságliget – Klotildliget – Piliscsaba | Munkanapokon reggel 3 Budapest felé, este 2 Piliscsaba felé                                |
| Z72                           | Budapest-Nyugati – Angyalföld – Újpest – Aquincum – Solymár – Pilisvörösvár – Piliscsaba (– Magdolnavölgy) – Pilisjászfalu – Piliscsév – Leányvár – Dorog – Esztergom-Kertváros – Esztergom | Hétköznap óránként                                                                         |
| Z72                           | Budapest-Nyugati → Angyalföld → Újpest → Aquincum → Aranyvölgy → Solymár → Pilisvörösvár → Piliscsaba → Pilisjászfalu → Piliscsév → Leányvár → Dorog → Esztergom-Kertváros → Esztergom | Hétköznap reggel 1 Esztergom felé                                                          |
| Z72                           | Budapest-Nyugati – Rákosrendező (– Vasútmúzeum) – Angyalföld – Újpest – Aquincum – Solymár – Pilisvörösvár – Piliscsaba (– Magdolnavölgy) – Pilisjászfalu – Piliscsév – Leányvár – Dorog – Esztergom-Kertváros – Esztergom | Hétvégén óránként                                                                          |
| személyvonat                  | Budapest-Nyugati → Zugló → Kőbánya alsó → Kőbánya-Kispest → Pestszentlőrinc → Szemeretelep → Ferihegy → Vecsés → Vecsés-Kertekalja → Üllő → Hosszúberek-Péteri → Monor → Monorierdő → Pilis → Albertirsa → Ceglédbercel → Ceglédbercel-Cserő → Budai út → Cegléd → Abony → Szolnok → Szajol → Törökszentmiklós → Fegyvernek-Örményes → Kisújszállás → Karcag → Püspökladány → Kaba → Hajdúszoboszló → Ebes → Debrecen | Napi 1 Debrecen felé                                                                       |
| személyvonat                  | Budapest-Nyugati → Zugló → Kőbánya alsó → Kőbánya-Kispest → Ferihegy → Monor → Monorierdő → Pilis → Albertirsa → Ceglédbercel → Ceglédbercel-Cserő → Budai út → Cegléd → Nyársapát → Nagykőrös → Kecskemét | Napi 1 Kecskemét felé                                                                      |
| személyvonat                  | Kecskemét → Katonatelep → Nagykőrös → Nyársapát → Cegléd → Monorierdő → Üllő → Ferihegy → Kőbánya-Kispest → Zugló → Budapest-Nyugati | Napi 1 Budapest felé                                                                       |
| személyvonat                  | Kecskemét → Nagykőrös → Cegléd → Albertirsa → Pilis → Monor → Vecsés → Kőbánya-Kispest → Kőbánya alsó → Zugló → Budapest-Nyugati | Napi 2 Budapest felé                                                                       |
| személyvonat                  | Szentes → Hékéd → Nagytőke → Kunszentmárton → Kungyalu → Homok → Tiszaföldvár → Martfű → Bagimajor → Kengyel → Tiszatenyő → Szajol → Szolnok → Cegléd → Kőbánya-Kispest → Zugló → Budapest-Nyugati | Vasárnap 1 Budapest felé                                                                   |
| expresszvonat                 | Nyíregyháza → Újfehértó → Téglás → Hajdúhadház → Bocskaikert → Debrecen-Csapókert → Debrecen → Püspökladány → Karcag → Kisújszállás → Törökszentmiklós → Szolnok → Kőbánya-Kispest → Zugló → Budapest-Nyugati | Iskolaidőben vasárnap 1 Budapest felé                                                      |
| Cívis InterRégió              | Budapest-Nyugati – Zugló – Kőbánya-Kispest – Ferihegy – Cegléd – Abony – Szolnok – Szajol – Törökszentmiklós – Fegyvernek-Örményes – Kisújszállás – Karcag – Püspökladány – Kaba – Hajdúszoboszló – Ebes – Debrecen (– Debrecen-Csapókert – Apafa – Bocskaikert – Hajdúhadház – Téglás – Újfehértó – Nyíregyháza – Sóstó – Sóstóhegy – Kemecse – Nyírbogdány – Kék – Demecser – Gégény – Pátroha – Ajak – Kisvárda – Kisvárda-Hármasút – Fényeslitke – Komoró – Tuzsér – Tiszabezdéd – Záhony) | óránként                                                                                   |
| Cívis InterRégió              | Budapest-Nyugati – Zugló – Kőbánya-Kispest – Ferihegy (← Üllő) – (Monor →) (← Monorierdő) – (Pilis → Albertirsa →) Cegléd – Abony – Szolnok – Szajol – Törökszentmiklós – Fegyvernek-Örményes – Kisújszállás – Karcag – Püspökladány – Kaba – Hajdúszoboszló – Ebes – Debrecen | Napi 1 Debrecen felé és napi 2 Budapest felé                                               |
| sebesvonat                    | Budapest-Nyugati – Zugló (→ Kőbánya alsó) – Kőbánya-Kispest – Ferihegy (← Üllő) (→ Monor → Monorierdő → Pilis → Albertirsa → Ceglédbercel → Ceglédbercel-Cserő → Budai út) – Cegléd – Nyársapát – Nagykőrös (← Katonatelep) – Kecskemét – Városföld (← Kunszállás) – Kiskunfélegyháza – Kistelek – Szatymaz – Szeged | Napi 1 pár                                                                                 |
| Napfény InterCity             | Budapest-Nyugati – Zugló – Kőbánya-Kispest – Ferihegy – Cegléd – Nagykőrös – Kecskemét – Kiskunfélegyháza – Kistelek – Szatymaz – Szeged | óránként                                                                                   |
| Napfény InterCity             | Budapest-Nyugati – Zugló – Kőbánya-Kispest – Ferihegy (← Üllő) – (Monor →) (← Monorierdő) – (Pilis → Albertirsa →) Cegléd – (Nyársapát →) Nagykőrös – (Katonatelep →) Kecskemét – Városföld – (Kunszállás →) Kiskunfélegyháza (← Selymes ← Petőfiszállás)– Kistelek – Szatymaz – Szeged | Napi 1 pár                                                                                 |
| Tokaj InterCity               | Budapest-Nyugati – Zugló – Kőbánya-Kispest – Ferihegy – Cegléd – Szolnok – Püspökladány – Hajdúszoboszló – Debrecen – Nyíregyháza – Tokaj – Szerencs – Miskolc-Tiszai – Füzesabony – Hatvan – Budapest-Keleti | 2 óránként                                                                                 |
| Tokaj InterCity               | Budapest-Nyugati – Zugló – Kőbánya-Kispest – Ferihegy – Cegléd – Szolnok – Püspökladány – Hajdúszoboszló – Debrecen – Nyíregyháza – Rakamaz – Tokaj – Szerencs – Miskolc-Tiszai | Napi 2 Budapest felé és napi 1 Miskolc felé                                                |
| Nyírség InterCity             | Budapest-Nyugati – Zugló – Kőbánya-Kispest – Ferihegy – Cegléd – Szolnok – Püspökladány – Hajdúszoboszló – Debrecen – Nyíregyháza (– Kisvárda – Záhony) | 2 óránként                                                                                 |
| Latorca nemzetközi InterCity  | Budapest-Nyugati – Zugló – Kőbánya-Kispest – Ferihegy – Cegléd – Szolnok – Püspökladány – Hajdúszoboszló – Debrecen – Nyíregyháza – Kisvárda – Záhony – Чоп (Csap) – Мукачево (Munkács) | Napi 1-2 pár                                                                               |
| Metropolitan EuroCity         | Budapest-Nyugati – Vác – Nagymaros-Visegrád – Szob – Štúrovo (Párkány) – Nové Zámky (Érsekújvár) – Bratislava hl.st. (Pozsony) – Kúty (Jókút) – Břeclav – Brno hl.n. (– Česká Třebová) – Pardubice hl.n. – Kolín – Praha hl.n. | 2 óránként                                                                                 |
| Hungária EuroCity             | Budapest-Nyugati – Vác – Nagymaros-Visegrád – Szob – Štúrovo (Párkány) – Nové Zámky (Érsekújvár) – Bratislava hl.st. (Pozsony) – Kúty (Jókút) – Břeclav – Brno hl.n. – Praha hl.n. | Napi 1 pár                                                                                 |
| Báthory EuroCity              | Budapest-Nyugati – Vác – Nagymaros-Visegrád – Szob – Štúrovo (Párkány) – Nové Zámky (Érsekújvár) – Bratislava hl.st. (Pozsony) – Kúty (Jókút) – Břeclav – Hodonín – Staré Město – Otrokovice – Přerov – Hranice – Ostrava-Svinov – Ostrava hl.n. – Bohumín – (Cracovia EuroCity közvetlen kocsikkal: Zebrzydowice – Racibórz – Gliwice – Zabrze – Katowice – Mysłowice – Jaworzno Szczakowa – Trzebinia – Krzeszowice – Kraków Główny) – Chałupki – Wodzisław Śląski – Rybnik – Tychy – Katowice – Sosnowiec Główny – Dąbrowa Górnicza – Zawiercie – Włoszczowa Północ – Opoczno Południe – Warszawa Zachodnia – Warszawa Centralna – Warszawa Wschodnia – Mińsk Mazowiecki – Siedlce – Łuków – Międzyrzec Podlaski – Biała Podlaska – Terespol | szünetel                                                                                   |
| Metropol EuroNight / nightjet | Budapest-Nyugati – Vác – Štúrovo – Nové Zámky – Bratislava hl.st. – Kúty – Břeclav (közvetlen kocsik Wien Hauptbahnhof felől és Praha hl.n. felé) – Ostrava-Svinov – Ostrava hl.n. – Bohumín (közvetlen kocsik Kraków Główny felé) – Chałupki – Racibórz – Kędzierzyn-Koźle – Opole Główne – Wrocław Główny – Głogów – Zielona Góra – Rzepin – Frankfurt (Oder) – Berlin Ostbahnhof – Berlin Hauptbahnhof – Berlin-Charlottenburg | Napi 1 pár                                                                                 |

## Megközelítés budapesti tömegközlekedéssel
- Metró:
- Busz:  9, 26, 91, 191, 226, 291
- Trolibusz:  72, 73
- Villamos:  4, 6
- Éjszakai autóbuszjárat:  914, 914A, 923, 931, 934, 950, 950A

## Galéria

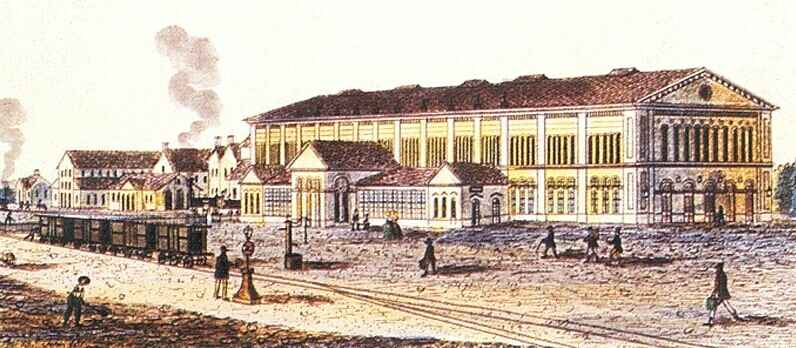
Az Indóház 1846-ban
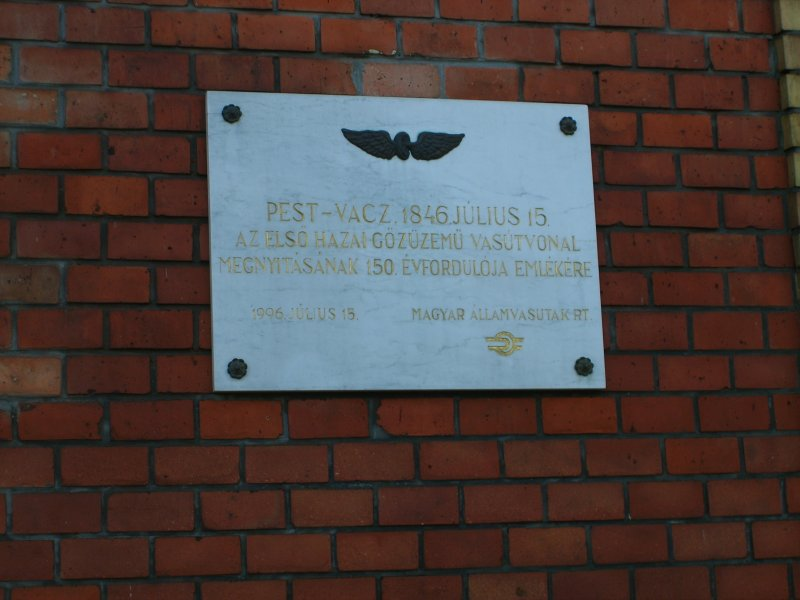
Emléktábla a Pest-Vác vonal 150. évfordulójára
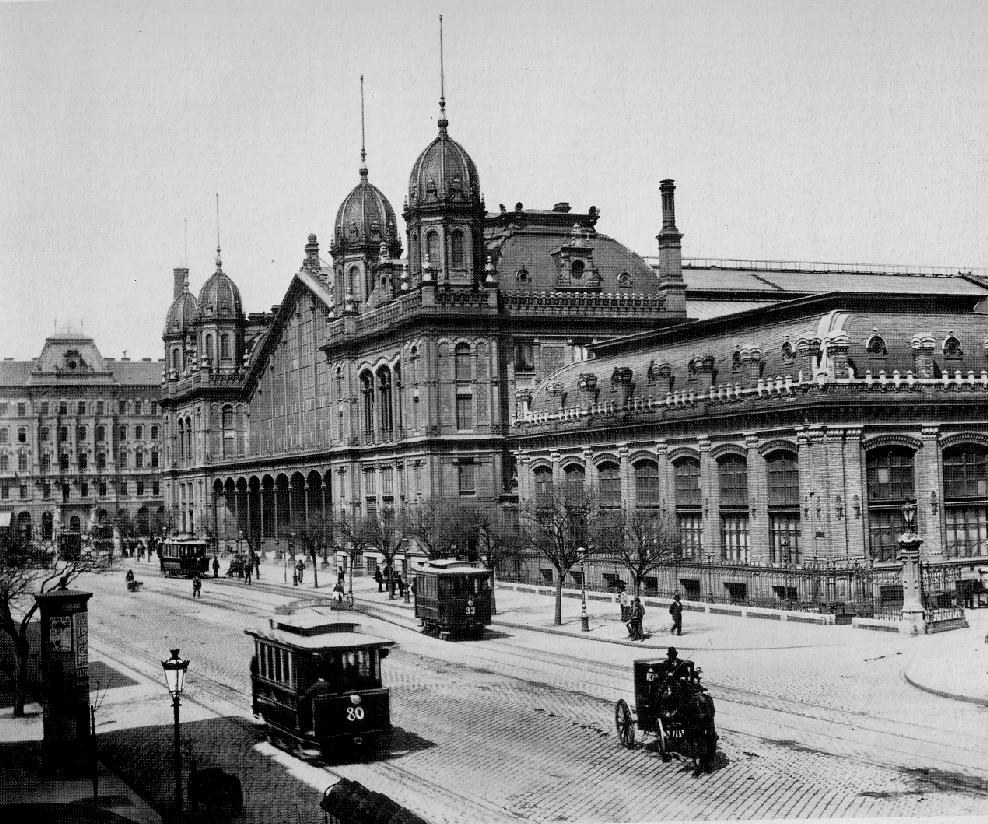
Az első villamosok a Nyugati pályaudvar előtt
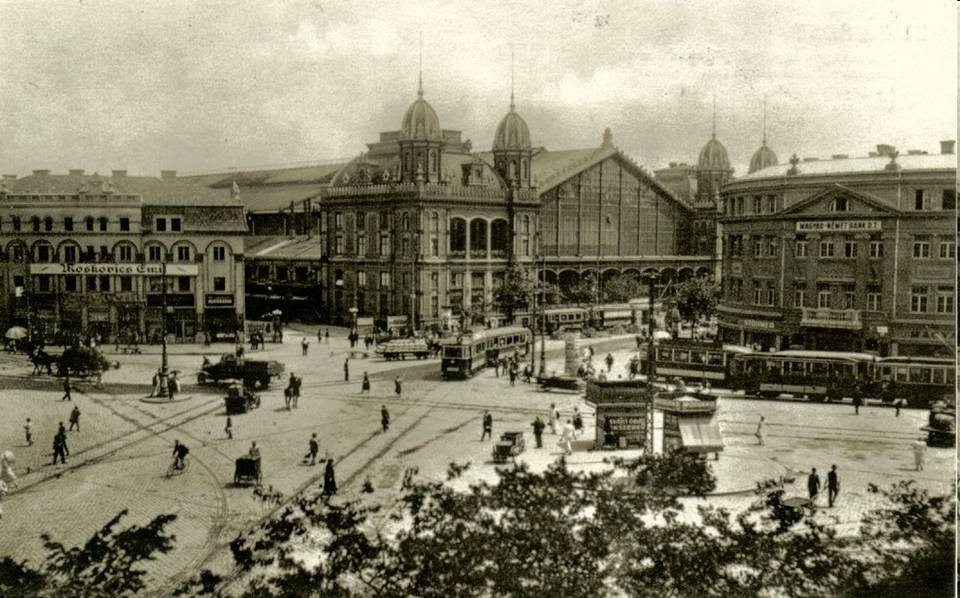
Forgalom a Nyugati pályaudvar előtt a 19. század végén
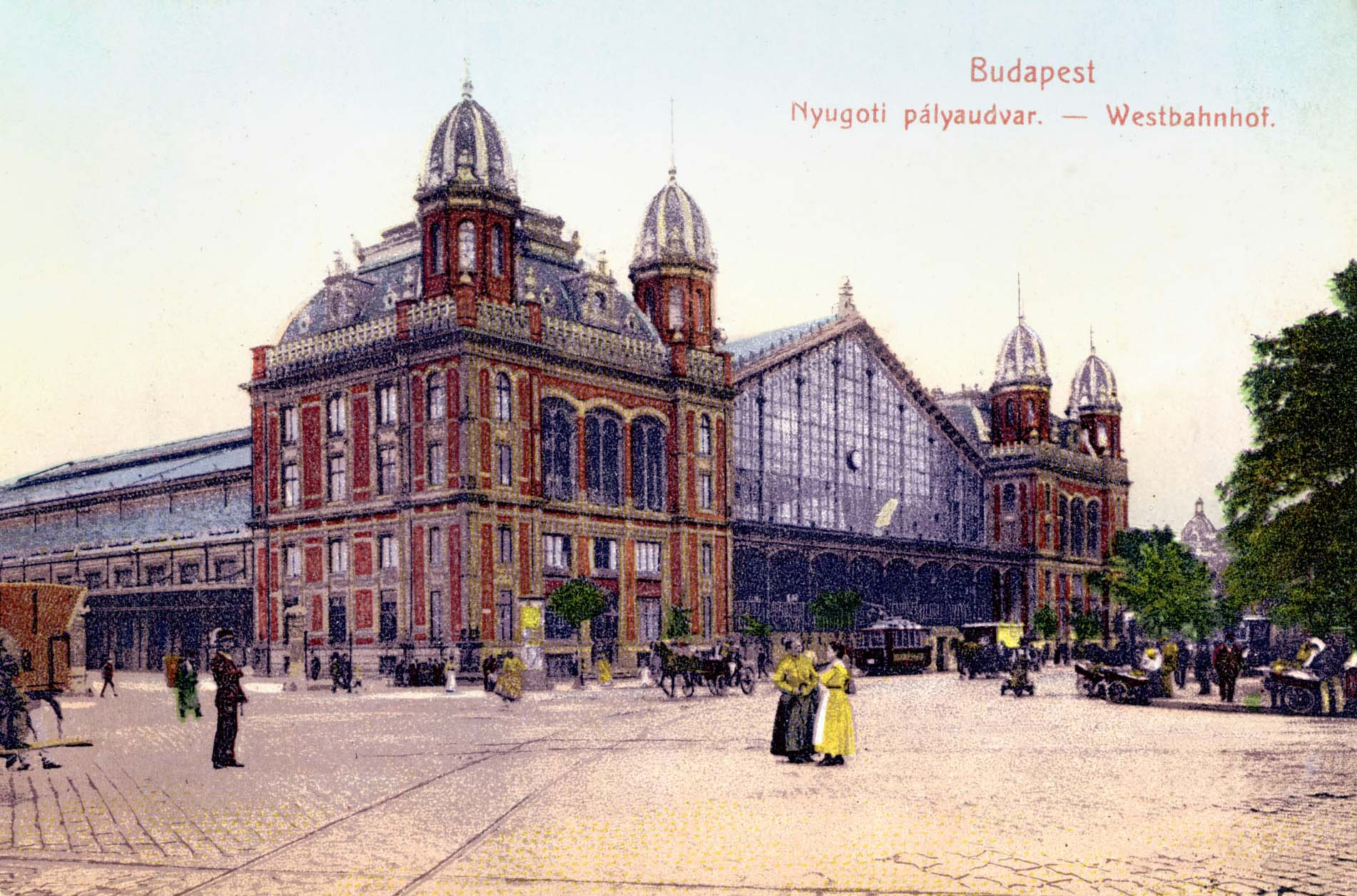
A „Nyugati” pályaudvar (színezett képeslap, 1909)
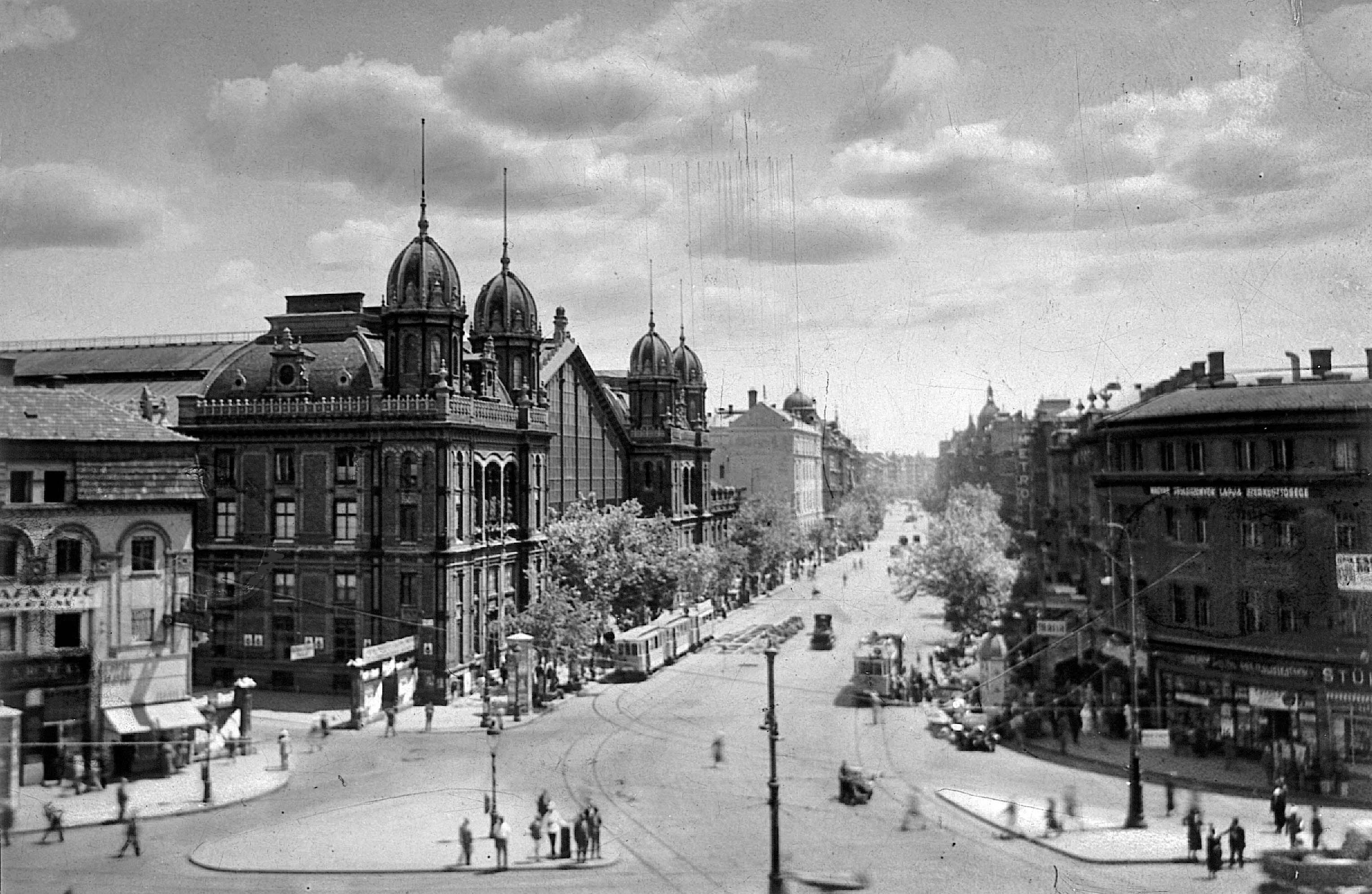
A Berlini tér 1935-ben
A Marx tér 1953-ban
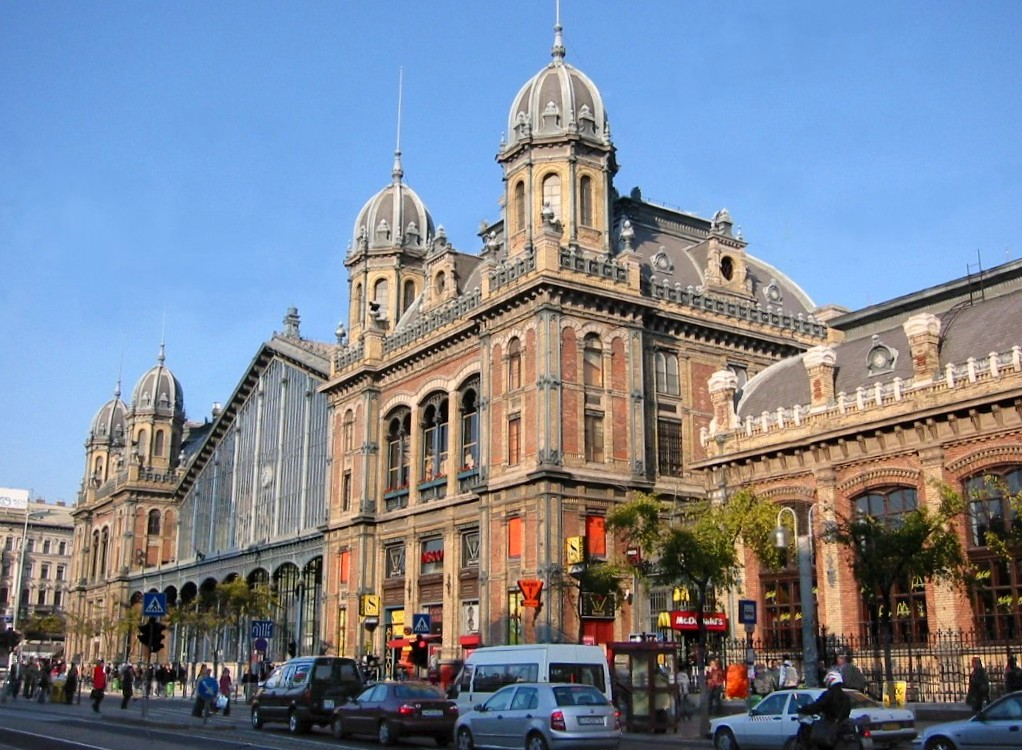
A Nyugati tér 2003-ban
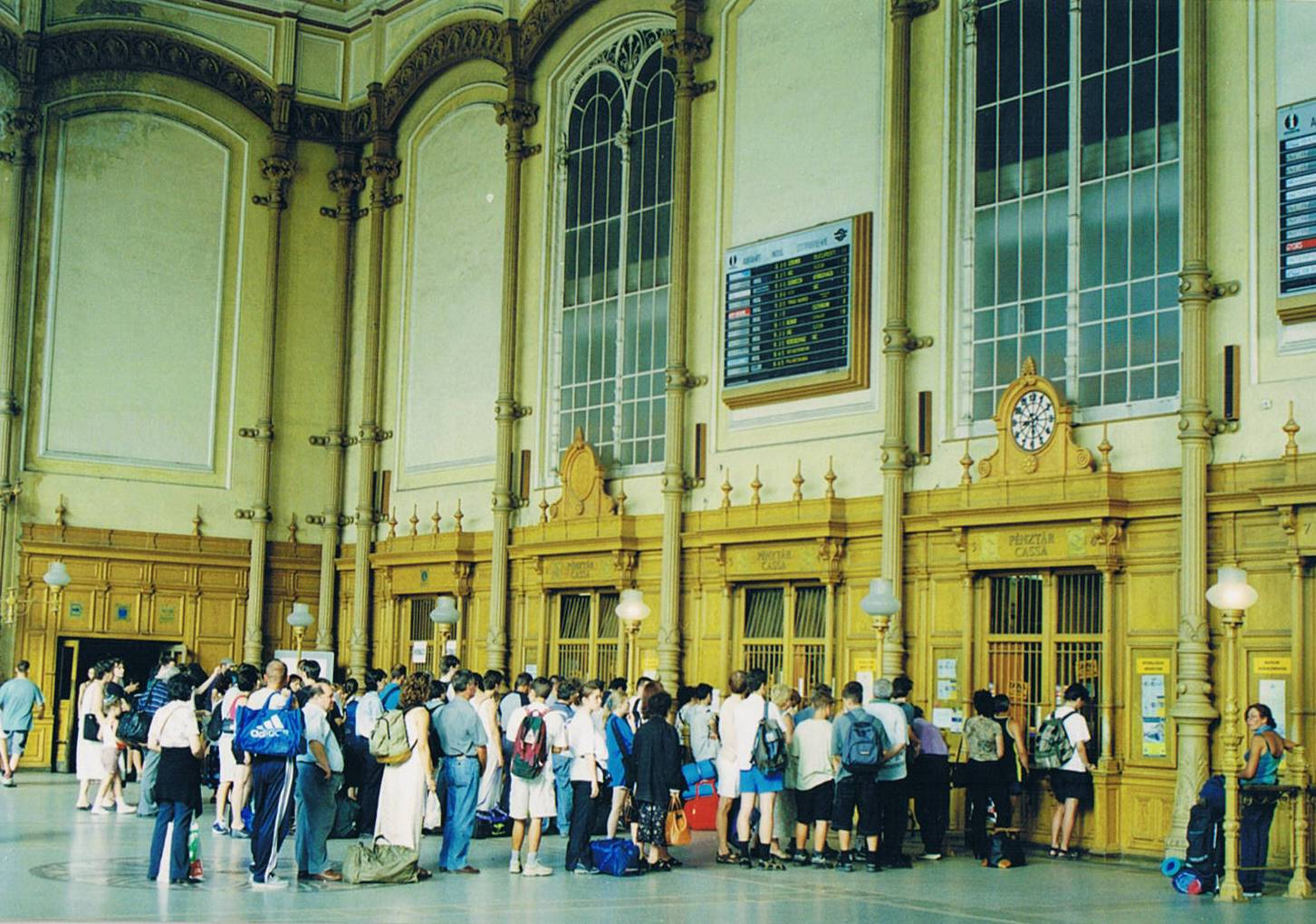
A pénztárcsarnok 2001-ben
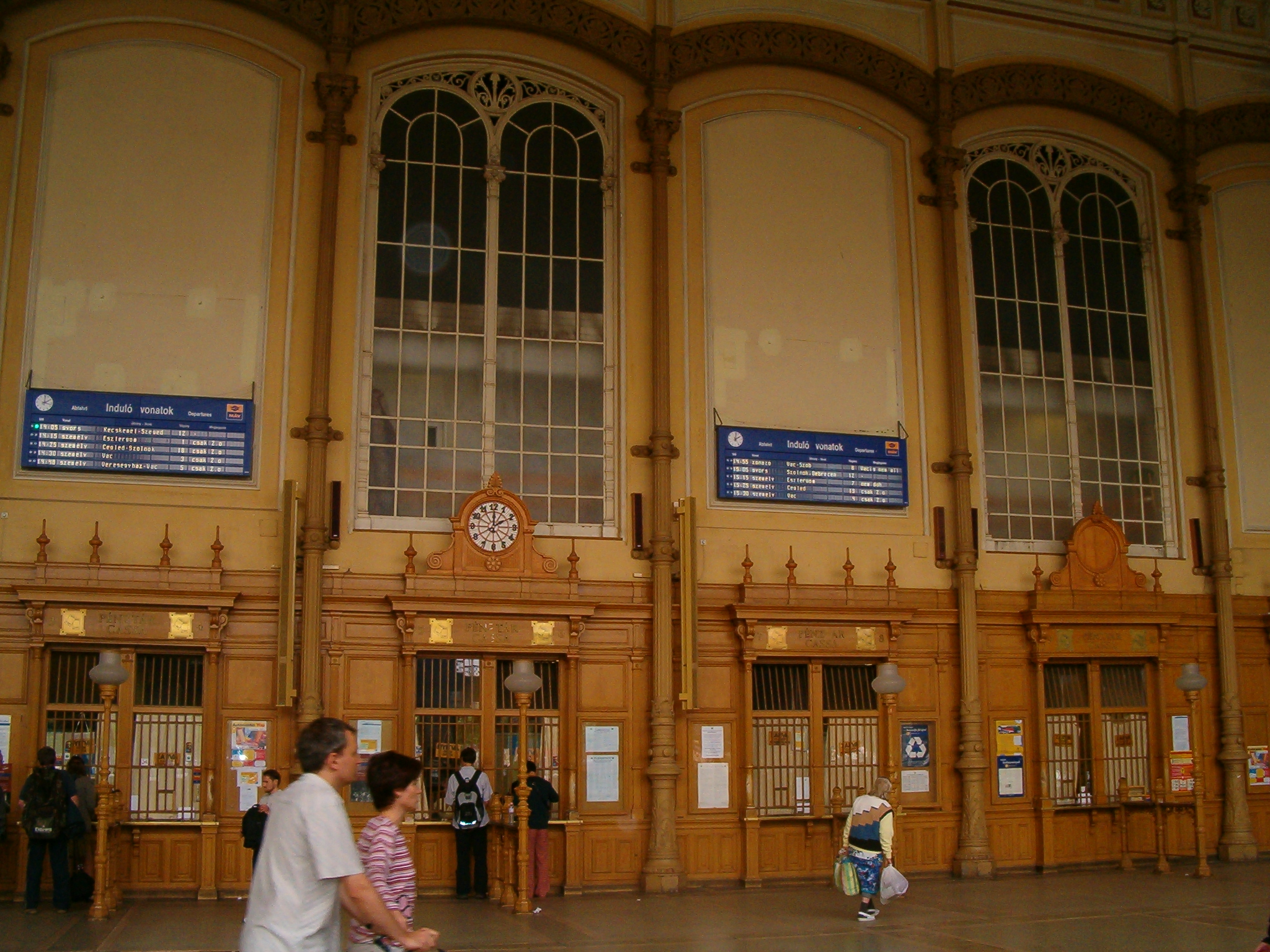
A pénztárcsarnok 2005-ben
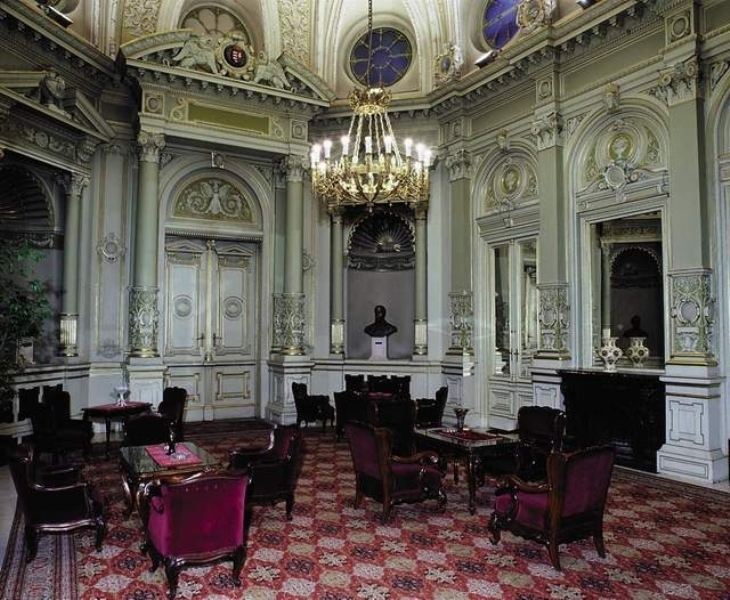
A királyi váróterem
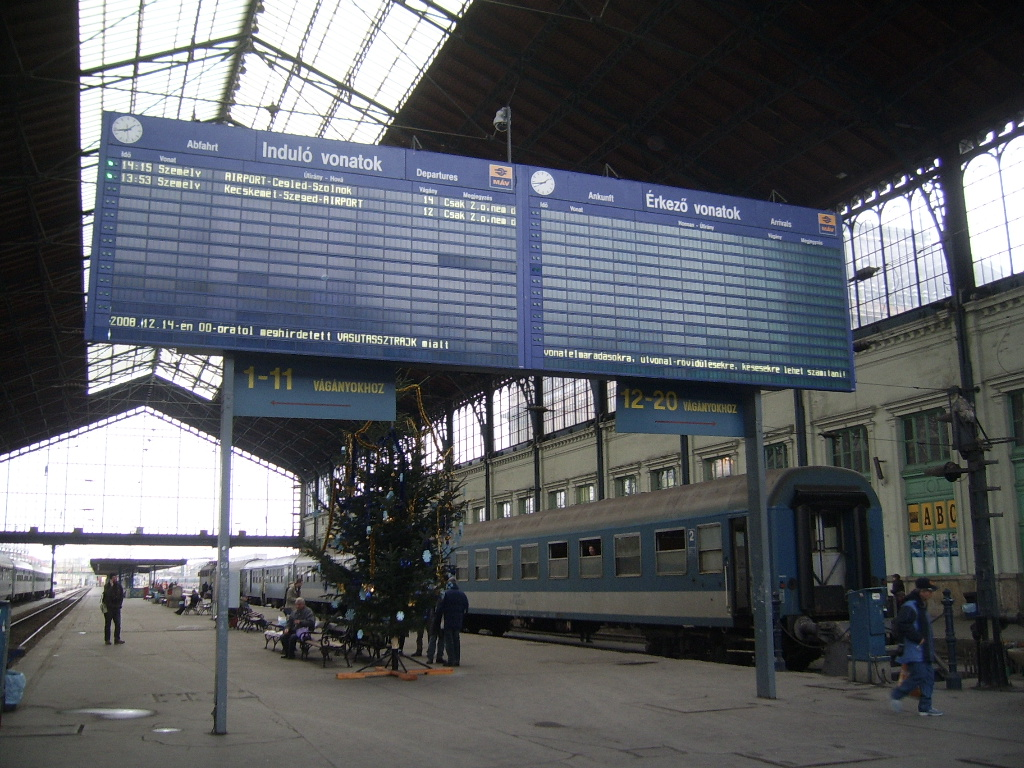
Információs tábla 2009-ben, a vasutas sztrájk idején
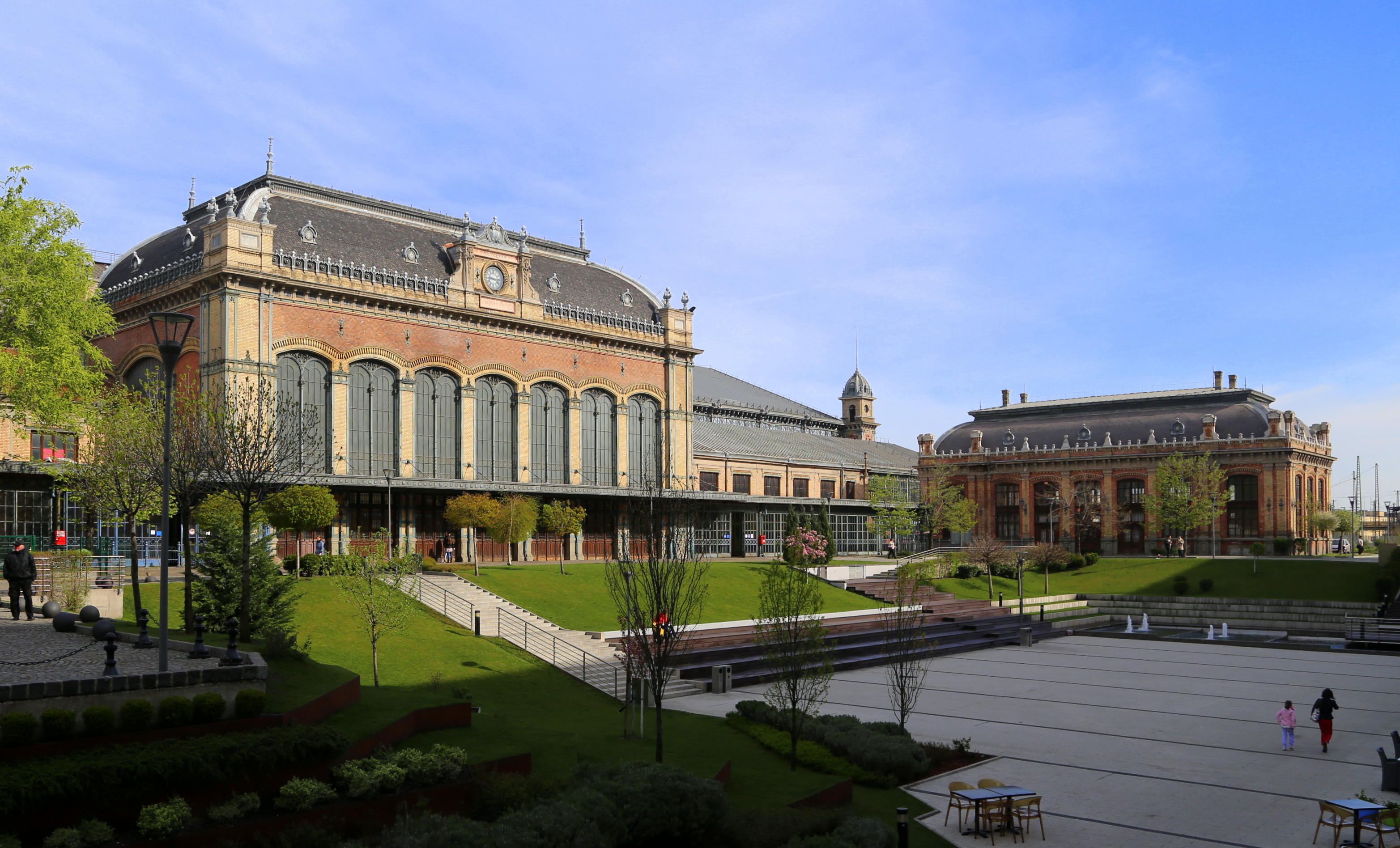
A Podmaniczky utca felőli oldalon lévő Eiffel Kert 2015-ben
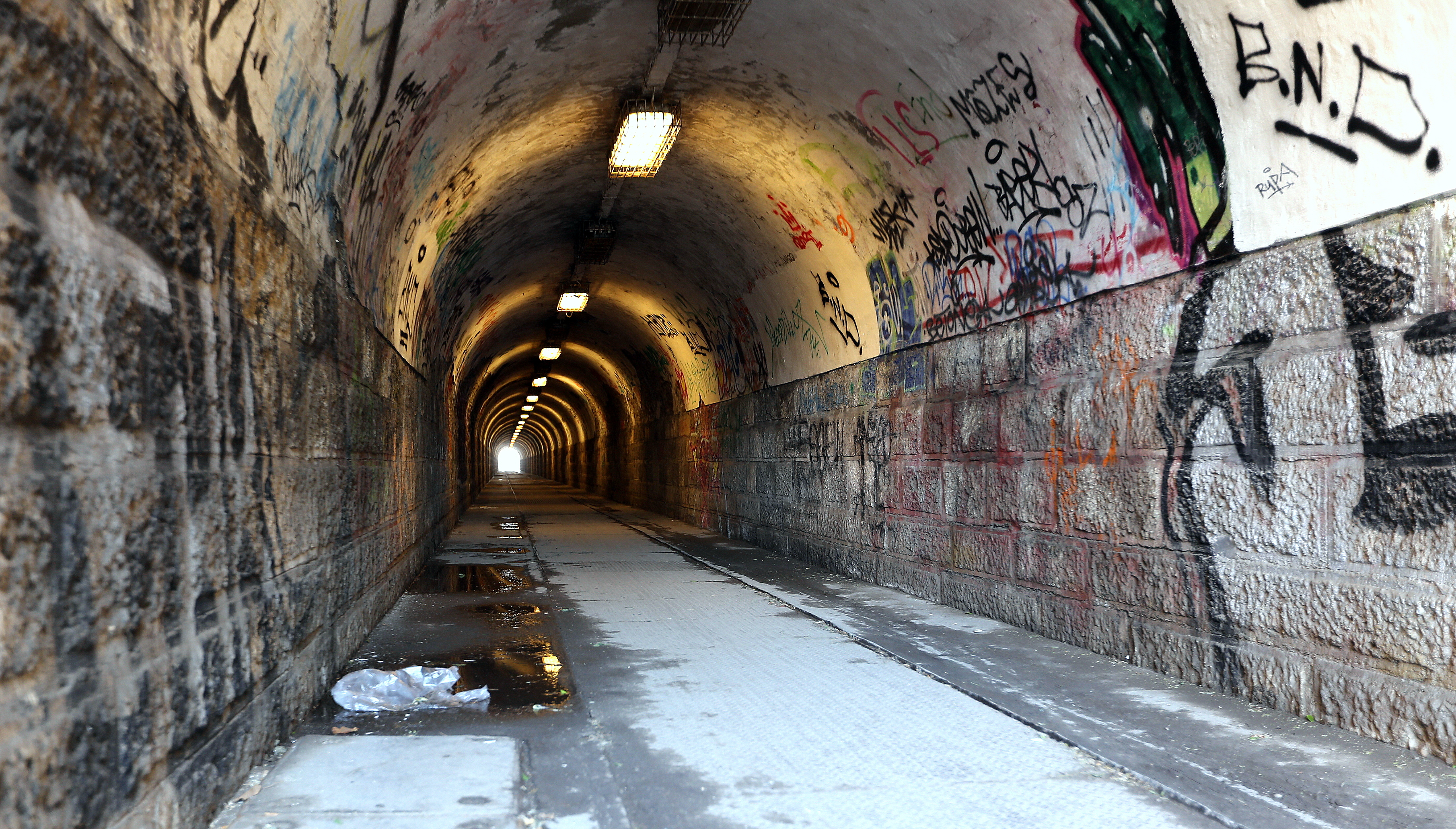
Budapest első, 1874-ben épült gyalogos aluljárója a Nyugati pályaudvar tárolóvágányai alatt, a Bajza és Bulcsú utca között. (A 188 méter hosszú alagút felújítása 2022-ben készült el.)
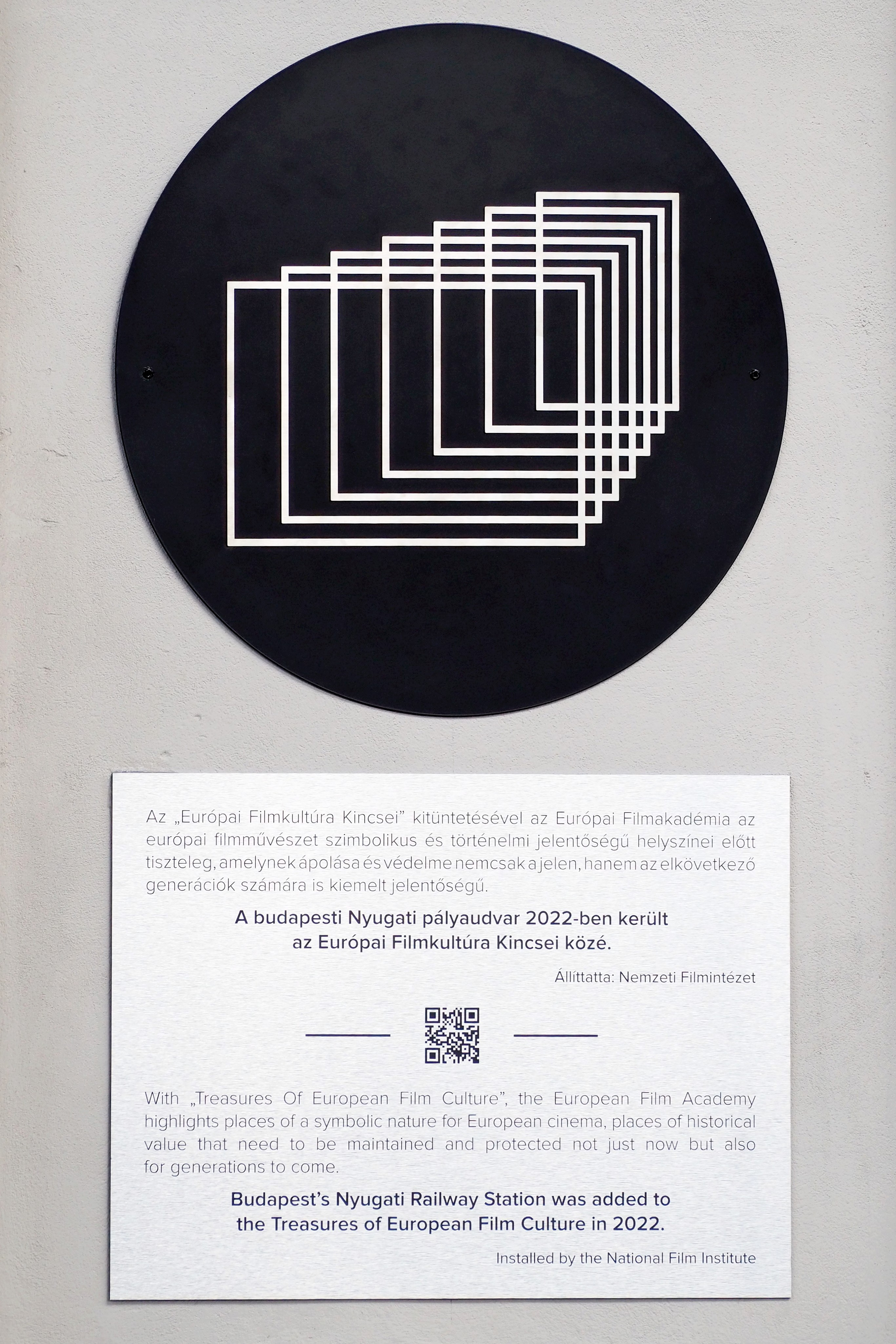
A pályaudvar 2022 óta szerepel az európai filmkultúra kincsei sorában

## Balesetek
1962. október 4-én egy tíz kocsiból álló, fékpróba nélkül tolatott szerelvény 14 óra 21 perckor áttörte a vágánybakot, és túlfutott a síneken, áttörte a bejárati üvegfalat, majd a mögötte lévő tartóoszlopot, ezután a lépcsőn és a járdán keresztül a Lenin körútra (a mai Teréz körútra) gurult. Végül az összetört üvegfaltól 14 méterre állt meg. A balesetben egy fő sérült meg.
2009. január 21-én reggel szintén áttörte a vágánybakot egy Szobról érkező vonat, de még a csarnokban megállt. Ebben a balesetben öten sérültek meg könnyebben, a legsúlyosabb sérülés orrcsonttörés volt.

## Érdekességek
A pályaudvar számos, Európai Filmdíjat nyert alkotásban tűnik fel, így Szabó István A napfény íze című epikus romantikus művében, Tony Scott Kémjátszmájában, Steven Spielberg München című filmjében, valamint Tomas Alfredson Suszter, szabó, baka, kém című drámájában, ezért az Európai Filmakadémia 2022. szeptember 21-én elismerésként beemelte az európai filmművészet számára szimbolikus jellegű, megőrzendő helyek, az európai filmkultúra kincsei sorába. Az eseményt emléktábla örökíti meg a pályaudvar csarnokában.
A pályaudvar épülete alapján mintázták meg a Half-Life 2 videójátékban szereplő City 17 város pályaudvarát, mely a játék nyitópályája.